# Elisa Hall de Asturias

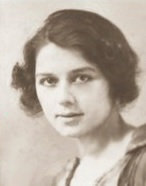
Elisa Hall, 1938

María Laura Elisa Hall Sánchez de Asturias  (* 26. Februar 1900 in Guatemala-Stadt; † 20. Mai 1982 ebenda) war eine guatemaltekische Autorin und Intellektuelle. In den 1930er Jahren schrieb sie ein Buch mit dem Titel Semilla de mostaza („Senfkörner“), das fast 70 Jahre lang Anlass zu Kontroversen war. Antifeministische Vorurteile in der Zeit, in der sie das Buch schrieb, führten zu der Schlussfolgerung, dass sie das Buch, das zu einem Grundpfeiler des literarischen Erbes Guatemalas geworden war, nicht geschrieben haben konnte. In den Jahren 2011 und 2012 bestätigte eine neue Untersuchung, dass sie die Autorin des Werks ist.

## Leben
Hall wurde als Tochter des Dichters, Übersetzers und Akademikers Guillermo Francisco Hall Avilés und Elisa Sánchez geboren. Sie war die einzige Tochter in einer Familie mit fünf Brüdern und wuchs in einem intellektuellen Umfeld auf, das sich der Bildung und der Literatur verschrieben hatte. Im Alter von zwölf Jahren begann sie zu schreiben, ermutigt durch ihren Bruder Guillermo Roberto Hall, der Dichter war.
Von klein auf unterhielt Hall einen regen Briefwechsel mit Schriftstellern, und ihr Sammelalbum zeigt, dass sie zwischen 1911 und 1917 Briefe von dem salvadorianischen Dichter Juan J. Cañas, Alberto Masferrer, Fences Redish (Pseudonym von Manuel Valladares Rubio), Salomón de la Selva, Emilia Serrano de Wilson, José Ramón Uriarte und anderen aufbewahrte. Ihr Vater war Gründungsmitglied der Academia Guatemalteca de la Lengua, Professor und Dichter; ihr Großvater Edward Hall war ein britischer Dichter und Pianist; ihre Cousins Francisco Fernández Hall und Máximo Soto Hall waren Schriftsteller und Dichter und ihre Nichte Francisca Fernández Hall Zúñiga war die erste Absolventin in ganz Mittelamerika, die ein Bauingenieurstudium abschloss.
Während der Präsidentschaft von Manuel Estrada Cabrera wurde die Familie ins Exil gezwungen und ging nach Honduras und El Salvador. Die Familie kam im August 1913 in San Salvador an und erlebte dort das Erdbeben von 1917. Das Erdbeben veranlasste ihre Familie, nach Guatemala zurückzukehren, doch im Dezember desselben Jahres wurde auch Guatemala-Stadt von einem Erdbeben heimgesucht. 
Halls Wunsch war es, Medizin zu studieren, doch wurde ihr als Frau die Zulassung verweigert. Nach Aussage ihrer Familie war Hall ihrer Zeit voraus. Sie war die erste Frau, die in Guatemala einen Führerschein machte, und besaß den zehnten Führerschein, der jemals ausgestellt wurde. Es wird auch angenommen, dass sie die erste Pilotin war.
Am 3. Februar 1923 heiratete Hall José Luis Asturias Tejada, den Sohn von Antonio Acisclo Asturias und Elisa Tejada de Asturias. Die folgenden Jahre verbrachte Hall mit der Familie Asturias, um zu studieren und literarische Werke zu lesen. Ihr Schwiegervater besaß eine umfangreiche Bibliothek und war der Ahnenforscher der Familie. Er führte akribisch Buch über die Ankunft des ersten Vorfahren, Sancho Álvarez de Asturias, in Guatemala in der zweiten Hälfte des siebzehnten Jahrhunderts. Die Lektüre dieser Dokumente inspirierte Hall dazu, ihre Memoiren in Form eines historischen Romans zu schreiben, der auf dem Leben von Álvarez de Asturias basiert.

## Literarische Werke
Mitte der 1920er Jahre schrieb Hall einen unveröffentlichten Roman mit dem Titel Madre Maya. Während der Kontroverse um Semilla de Mostaza erklärte Napoleón Viera Altamirano, Chefredakteur der Zeitung Diario de Hoy de San Salvador, dass er seit 1928 von Halls Schrift Madre Maya aus Gesprächen mit Alberto Masferrer wusste. Das Buch analysierte die Auswirkungen des Alkoholismus auf die Gesellschaft und wie soziale Normen und Ansichten über Alkohol zu diskriminierenden Praktiken in Guatemala führten.
Hall dokumentiert in ihrem Tagebuch, dass sie die Arbeit an Semilla de Mostaza („Senfkörner“) am 5. Februar 1937 begann und am 3. Februar 1938 um 3:36 Uhr nachmittags beendete. Da während der Diktatur von Jorge Ubico Castañeda kaum etwas veröffentlicht werden konnte, ohne dass die Regierung dies genehmigte, legte Halls Vater die ersten Kapitel des Buches seiner Tochter im Mai 1937 der Academia Guatemalteca de la Lengua vor, in der Hoffnung, Unterstützung für die Veröffentlichung zu erhalten. Deren Präsident befürwortete die Veröffentlichung des Romans, und Halls Vater und Bruder Guillermo halfen beim Setzen des Typoskripts.
Die erste Auflage von 1150 Exemplaren von Semilla de Mostaza wurde im Oktober 1938 in der Tipografía Nacional gedruckt und mit Bildern der Autorin ergänzt. Halls Buch löste bei den Lesern sofort starke Reaktionen aus. Viele meinten, es sei ein Meisterwerk, vergleichbar mit den Werken von Lope de Vega, Luis de Góngora und Miguel de Cervantes, und würde sowohl die guatemaltekische Literatur als auch die Weltliteratur bereichern. Der Journalist Federico Hernández de León schrieb am 12. Oktober 1938 in der Tageszeitung Diario de Centro America eine positive Rezension. Andere Kritiker bezweifelten jedoch, dass das Buch von einer Frau oder einer Person ohne formale Ausbildung geschrieben worden sein könnte.
Es gab unterschiedliche Hypothesen über die Urheberschaft des Buches. Unter anderem, dass Hall de Asturias ein altes Manuskript abgeschrieben hätte, dass Miguel Ángel Asturias das Werk verfasst hätte, dass Miguel Ángel Asturias als „Ghostwriter“ fungiert hätte oder dass Hall das Buch tatsächlich selbst geschrieben hätte. Die Debatte tobte in der guatemaltekischen Presse mehr als zwei Jahre lang, mit Artikeln, die fast täglich in den wichtigsten Zeitungen jener Zeit erschienen, El Imparcial, Nuestro Diario und El Liberal Progresista. Es gab nur wenige Mitglieder der akademischen und intellektuellen Gemeinschaft Guatemalas, die nicht an der Debatte teilnahmen, die sich bis nach El Salvador, Argentinien und sogar Spanien erstreckte. Ein Großteil des Streits drehte sich um die Tatsache, dass Hall eine Frau war, und auf dem Höhepunkt der Kontroverse geriet das Buch in den Hintergrund.
Nachdem Hall versucht hatte, mit ihren Gegnern zu diskutieren und sich mit ihnen zu treffen, beschloss sie, dass ihre beste Verteidigung darin bestand, den zweiten Band des Lebens von Sancho Álvarez de Asturias zu schreiben. Mostaza („Senf“) wurde im Oktober 1939 veröffentlicht und setzte die Geschichte fort, in der Hoffnung, die Angriffe auf ihre literarischen Fähigkeiten zu beenden. Mit dem Erscheinen von Mostaza änderten diejenigen, die sie angriffen, ihre Taktik, indem sie nicht bestritten, dass sie das Werk geschaffen hatte, sondern stattdessen behaupteten, das zweite Buch sei minderwertig.
1977 belebte Orlando Falla Lacayo die Debatte erneut, als er das Buch Algunas observaciones sobre la novela Semilla de mostaza de Elisa Hall veröffentlichte, in dem er zu dem Schluss kam, dass Hall die Bücher nicht geschrieben haben könne, da man dazu ein hohes Maß an Kenntnissen des alten Spanisch benötigt hätte. Im Jahr 2011 kam die spanische Philologin Gabriela Quirante Amores nach einem dreijährigen Aufenthalt in Guatemala und einem einjährigen Studium der Romane von Hall zu dem Schluss, dass Hall die Bücher tatsächlich geschrieben habe. Sie kritisierte den Sexismus der dreißiger Jahre in Guatemala, der Frauen das Recht verweigerte, zu schaffen und Anerkennung für ihre Fähigkeiten zu erhalten. 2012 wurde Quirantes Arbeit Semilla de mostaza (1938): polémica sobre la autoría y análisis interpretativo de la obra von der Universität Alicante angenommen.

## Spätere Jahre
Obwohl Hall ursprünglich einen dritten Teil geplant hatte, wurde sie der Angriffe überdrüssig, verlor das Interesse am Schreiben und widmete sich der Ölmalerei, der Aquarellmalerei und ihrer Gartenarbeit.
1944 schloss sich Hall mit einer Gruppe von Frauen wie Angelina Acuña, Gloria Menéndez Mina, Irene de Peyré und Graciela Quan zusammen, um die  die Unión Femenina Guatemalteca Pro-ciudadanía (UFGP) („Union der guatemaltekischen Frauen für Staatsbürgerschaft“), die sich für die Anerkennung ihrer Bürgerrechte, einschließlich des Wahlrechts für Frauen, einsetzte. Nach dem Staatsstreich in Guatemala 1944 gewährte die am 1. März 1945 verkündete neue Verfassung allen gebildeten Bürgern, auch den Frauen, das Wahlrecht. Sie war eine der Organisatorinnen des Primer Congreso Interamericano de Mujeres organisierten, der von der Unión Democrática de Mujeres am 27. August 1947 in Guatemala-Stadt ausgerichtet wurde und dessen Hauptthema die Gleichstellung von Männern und Frauen war.
Im Alter von 60 Jahren begann sie Französisch zu lernen und verbrachte ihre Zeit mit dem Lesen von Büchern, Enzyklopädien und Zeitschriften. Sie schrieb auch einige Gedichte in freien Versen. Die Rechtfertigung ihrer Urheberschaft an Semilla de Mostaza wurde für Hall zu einer Obsession, und 1981 erstellte sie eine Zusammenstellung der Quellen, die sie zu Rate gezogen hatte, um ihr Werk zu dokumentieren.
Hall starb 1982 im Kreise ihrer Familie.